# السويداء (ذمار)
السويداء هي إحدى قرى الجمهورية اليمنية. وهي تتبع جغرافيًا لمحافظة ذمار. وإداريًا لمديرية ميفعة عنس. يبلغ تعداد سكانها 3175 نسمة حسب الإحصاء الذي جرى عام 2004. وايضا هي من المناطق الزراعيه التي أنتجت في السنوات الاخيره العديد من المحاصيل الزراعيه حيث يتوافد تجار الفواكه والخضروات إلى قريه السويداء لشرا المحاصيل مثل الخوخ والفرسك والبرقوق (المشمش)الطماط، البطاط، البصل، الثوم، البر، الشعير، الذرة، وجميع أنواع الحبوب. وكذلك تنتج الدواجن ففي السويداء أكثر من 300 مزرعه تربيه للدواجن مابين بياظ ولاحم.

## اقرأ أيضًا
- السويداء